# Mikhailovka
Mikhailovka é uma cidade da Rússia, o centro administrativo de um raion do Oblast de Volgogrado.